# Matorral
A matorral spanyol kifejezés a tomillares szóval közösen jelöli a bokros, ligetes erdőségeket, bozótosokat. Elsősorban a mediterrán éghajlaton élő ökoszisztémákat jelöl Dél-Európában.

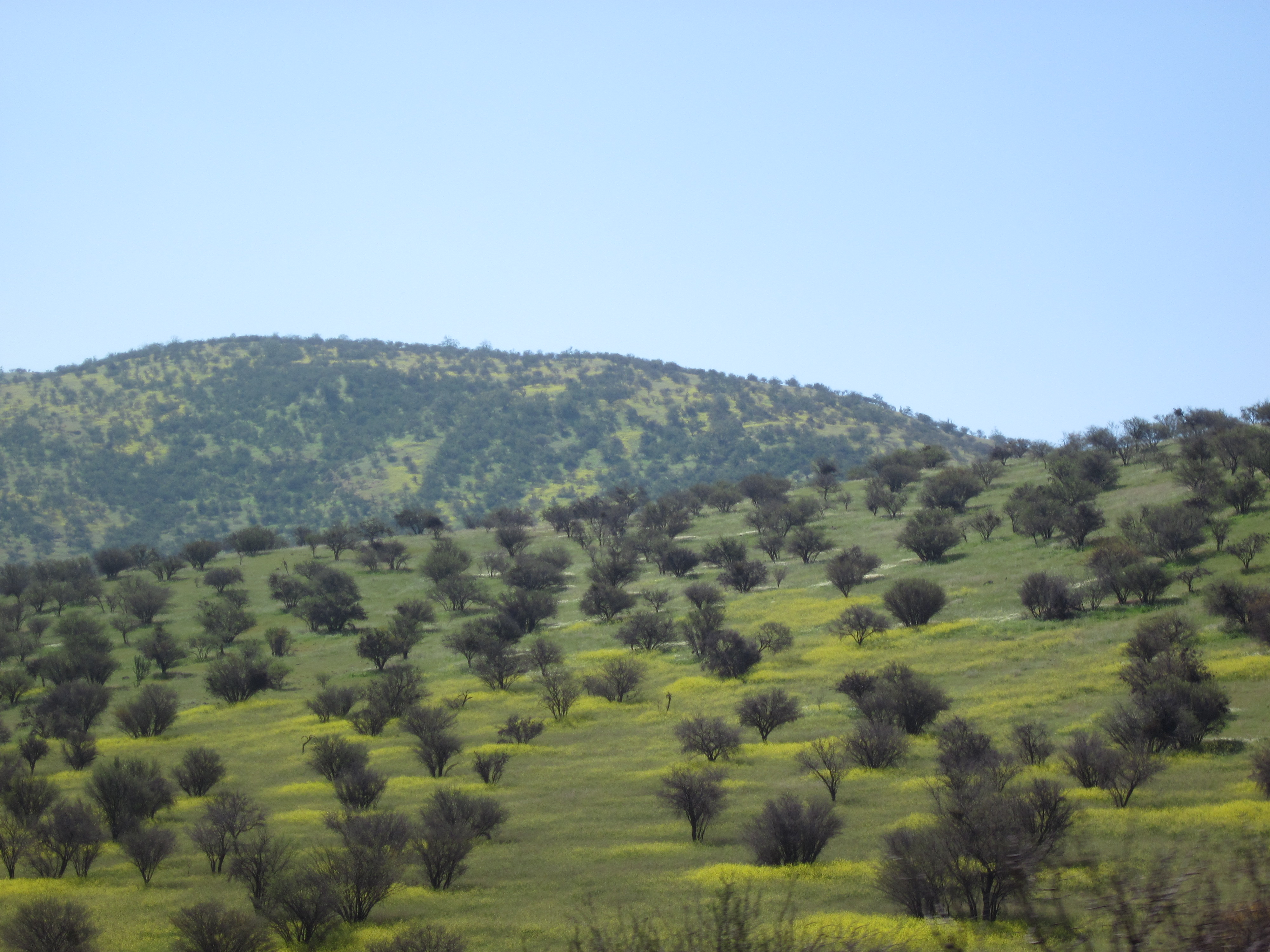
Tavaszi tájkép néhány kilométernyire északra Santiagotól a pánamerikai főútvonal mentén

## Földközi-tengeri régió
A matorral eredetileg a matorral cserjések ökorégióját jelölte a mediterrán cserjés erdőségek biom elterjedési területén Spanyolország mediterrán éghajlatú vidékein és a Földközi-tenger medencéjében fekvő országokban. Ezen cserjés-ligetes erdőségek növényi közösséget alkotnak és önálló élőhelyként szolgálnak. A Földközi-tenger vidékén különböző elnevezésekkel illetik az ilyen növénytársulásokkal borított vidékeket: Franciaországban ezek neve a macquis és a garrigue, Olaszországban a nevük macchia mediterranea, Görögországban phrygana névvel illetik, Portugáliában a nevük mato, míg Izraelben batha. Napjainkban egyre elterjedtebb a matorral elnevezés olyan hasonló növénytakaróknál is, amelyek részben, vagy egészben az eredetileg a matorral növényvilágában őshonos növényekből állnak.
Portugáliában a mato, vagy matagal kifejezést főleg olyan cserjésekre, illetve pusztaságokra használják, melyek elsősorban a kambrium és a szilur időszakban keletkezett csillámpala kőzeteken élnek az ország északi és középső vidékein. A matorral cserjések gyakran alkotják a táj növénytakaró-mozaikjának egy részét, erdőkkel, erdősségekkel, füves pusztákkal és bozótosokkal tarkítva.

## Fordítás
Ez a szócikk részben vagy egészben  a   Matorral című angol Wikipédia-szócikk ezen változatának fordításán alapul.  Az eredeti cikk szerkesztőit annak laptörténete sorolja fel. Ez a jelzés csupán a megfogalmazás eredetét és a szerzői jogokat jelzi, nem szolgál a cikkben szereplő információk forrásmegjelöléseként.